# Величко Людмила Петрівна
Людми́ла Петрі́вна Вели́чко (* 1945) — професор, доктор педагогічних наук, заслужений діяч науки і техніки України.

## З життєпису
Народилась 15 листопада 1945 року в місті Дрогобичі Львівської області. Навчалася в сш N 1 м. Черкаси. 1969-го закінчила Київський державний університет імені Тараса Шевченка, хімічний факультет, хімія природних сполук.
Працювала фаховим редактором у видавництві "Радянська школа", в Інституті педагогіки НАПН України як молодший, старший, провідний науковий співробітник, завідувач лабораторії навчання біології і хімії. Надалі — завідувач відділу біологічної, хімічної та фізичної освіти.
Напрями наукових інтересів:
- зміст шкільної хімічної освіти,
- методика навчання хімії в школі,
- теорія і практика розроблення шкільного підручника хімії.

## Нагороди і відзнаки
- Заслужений діяч науки і техніки України (2016)
- Почесна Грамота Верховної Ради України (2005)
- знаки Міністерства освіти і науки України «За наукові досягнення» (2007)
- «О. А. Захаренко» (2012)
- «Відмінник освіти України» (2001)
- знак НАПН України «Ушинський К. Д.» (2010)
- медаль НАПН України «Григорій Сковорода» (2014).